# Costanza Miriano
Œuvres principales
- Marie-toi et sois soumise
- Épouse-la et meurs pour elle

Costanza Miriano est une journaliste et écrivaine italienne.

## Biographie
Diplômée de lettres classiques à l'Université de Pérouse, elle a étudié le journalisme à Rome, où elle a commencé à travailler sur la chaîne de télévision TG3.
Elle fait ses débuts en tant qu'écrivain en 2011 avec Marie-toi et sois soumise, un ensemble de lettres destinées à ses amis aux prises avec des problèmes familiaux, où elle développe avec humour sa vision chrétienne du mariage et de la famille. L'année suivante, elle publie Épouse-la et meurs pour elle, ouvrage consacré cette fois aux hommes. Les deux titres sont inspirés par un passage de l'Épître aux Éphésiens de Saint Paul (5, 22-33): « Femmes, soyez soumises à vos maris comme au Seigneur [...] Maris, aimez vos femmes, comme le Christ a aimé l'Église, et se donna pour elle [... ]. » Les deux livres ont ensuite été traduits en plusieurs langues : espagnol, polonais et, en 2015, français (aux Éditions du Centurion).
Marie-toi et sois soumise est devenu un best-seller en Italie comme en Espagne, où sa parution a provoqué une vive controverse, un ministre ayant tenté de le faire interdire.
Après quinze ans à la TG3, Costanza Miriano traite actuellement de l'information religieuse pour la Rai Vaticano, et travaille également avec plusieurs journaux et magazines.

## Vie privée
Costanza Miriano est mariée et a quatre enfants, deux garçons et deux filles jumelles. Elle vit à Rome.

## Œuvres en français
- Marie-toi et sois soumise, Paris, Éditions du Centurion, 2015  (ISBN 979-10-928-0132-3)
- Épouse-la et meurs pour elle, Paris, Éditions du Centurion, 2015  (ISBN 979-1-0928-0133-0)
- Le privilège d'être des femmes : L'extraordinaire pouvoir du don, Artège Editions, 2018  (ISBN 979-1033607625)
- Petit manuel d'imperfection spirituelle, Éditions Mame, 2023  (ISBN 978-2728933280)